# محمد بن زهیر الازدی
محمد بن زهیر الازدی (عربی: محمد بن زهير الأزدي) فرمانروای مصر در دوران خلافت عباسی بود.